# Rúni Brattaberg
Rúni Brattaberg (født 1966) er en færøsk operasanger.
Rúni er søn af Árni og Karin Brattaberg, Vágur på Suðuroy, Færøerne. Han er gift med den tyske operasangerinde Susanne Brattaberg, født Jacoby. 
Han uddannede sig som operasanger på Sibelius Akademiet, Finland, og tog privatundervisning hos Elisabeth Schwarzkopf i Helsinki og Ventzeslav Katsarov i Bulgarien.
I januar 2017 blev han hædret med Mentanarvirðisløn Landsins 2016.

## Karriere
- 1991–1994 Uddannet som fotograf
- 1999–2000 Engagement ved det internationale operastudio Zürich
- 2001–2002 Bassolist i Statsteatret i Mainz Tyskland
- 2002 Sang den færøske nationalsang ved fodbold EM mellem Færøerne og Tyskland i Hannover
- 2004 Komponisten Gavin Bryars har skrevet specielt for Brattaberg to stykker for kor og solo-bas, der i november blev opført i London.
- 2005-2006 Bassolist i Byteatret Bern, gæsteoptræder i Stara Zagora i Bulgarien og i Ústí Nad Labem, Tjekkiet.
- 2008 Gæsteoptræder i Stadttheater Ulm og i Opéra Bastille, Paris
- 2009 Gæsteoptræder i The Metropolitan Opera, New York.

Sunget
- Daland i Der fliegende Holländer,
- Basilio i Il Barbiere di Siviglia

- CD: Sange fra Sibelius, Schubert og Mussorgskij

## Hæder
- 2016 - Mentanarvirðisløn Landsins[1]